# Българомакедонска лига
„Българомакедонската лига за освобождение на Македония“ е българска организация, основана в 1880 година в Русе с председател Васил Диамандиев, която си поставя за цел да се извоюват обещаните от член 23 на Берлинския договор реформи в останалата под османска власт Македония.

## История
Лигата е основана в началото на 1880 година от членове на комитетите „Единство“ и участници във въстанието – охридчанеца съдия в Русенския апелативен съд Васил Диамандиев, велешанеца учител Георги Георгов, доброволецът от Кресненското въстание Никола Живков, черногорския войвода Бошкович и австриеца доброволец във въстанието и кореспондент на няколко австрийски вестника Валтер Шулц. По-късно Живков напуска Лигата поради разногласия с някои от другите членове.
Лигата се създава във връзка със Съединистката акция, но си поставя за цел продължаване на въстанието и изпращане на чети в Македония през пролетта на 1880 година.
След пропадането на опита за ново въстание в Македония и разбиването на изпратените в Мелнишко и Сярско чети, Лигата се ориентира към искания за действителни реформи и прилагане на членове 23 и 62 от Берлинския договор, обещаващи реформи в Македония и Одринско. За упражняване на натиск върху Високата порта Лигата издава проламации, позиви и прочее, в които се преувеличават възможностите ѝ и тя се обрисува като реална революционна организация.

### Мемоар
През лятото на 1880 година чрез Михаил Хитрово Лигата изпраща мемоар до Европейската комисия за реформи в Цариград и до Берлинската международна конференция, свикана по повод гръцко-турския конфликт за Тесалия. Мемоарът е публикуван в излизащия в Русе консервативен вестник „Българин“. Публикацията съдържа и бележка за Лигата, в която се твърди, че тя има въстанически сили в Пирин, формирала е „Привременно правителство на Македония“, в което влизат главатарят на Лигата и тримата войводи, което изработва „Устав за бъдещето държавно устройство на Македония“ по подобие на Белгийската конституция и две обширни военни инструкции за „устройството на македонската войска в бъдещата автономна държава Македония“, изработени от началник-щаба на въстанието Валтер. В мемоара се иска подобряване на положението на македонските българи чрез примера на Източна Румелия – „самоуправление на бедната Македония в размер на Органический устав на братята ни в Източна Румелия“. Лигата заплашва с общо въстание, ако не бъдат изпълнени ултимативните ѝ искания.

### Възвание
Публикувано е и „Възвание към българите“, в което се твърди, че е съставено в Пирин на 15 юли 1880 година, с което се призовават свободните българи да подкрепят „македонобългарския народ“ в борбата му с турската власт. През октомври е публикувано второ възвание, в което се апелира да се учредяват клонове на лигата във всяко село и град с цел събиране на помощи за предстоящо въстание за „освобождението на нашите страдаущи братиа българе в Македония“.

### Среща с Александър I
През лятото на 1880 година при посещението си във Варна княз Александър I приема делегация на Лигата, начело с Диамандиев, която го поздравява от името на българомакедонската емиграция. Князът изказва съжаление към страдащите македонски българи. Във „Варненски вестник“ излиза съобщение „Негово Величество благоволи да увери делегацията, че той гледа на Македония като неделима част от Велика България и че всички негови усилия ще бъдат насочени към обединяване на всички българи под неговия скиптър“.
Срещата на делегацията на Лигата с монарха предизвиква протести от страна на Портата и на някои чужди дипломати. Секретарят на австро-унгарското генерално консулство в София Ищван Буриан изразява пред премиера Драган Цанков недоволството си. Константин Стоилов от името на княз Александър изразява съжаление за невярната информация във „Варненски вестник“. Буриан предупреждава Александър I в личен разговор, че трябва да се въздържа да дава морална подкрепа на стремящите се към въстание, освобождение и обединение македонски българи. Възползвайки се от присъствието на много чужденци авантюристи, Буриан и фон Чаири успяват да вкарат в Лигата своя агент Лудвиг Пивничка. Генералният консул в София Рудолф фон Кевенхюлер-Меч изпраща на 21 септември до външния министър Хаймерле с копие до германския канцлер Бисмарк, подробен доклад за случая. Докладът изброява лидерите на Лигата и твърди, че Валтер е организатор на военните сили и единственият притежаващ военни познания. Според Кевенхюлер силите на Лигата са незначителни – една част, начело с Валтер, от около 200 души се въртяла около Самоков, Дупница и Кюстендил, въоръжена с оръжие от Източна Румелия. Складирано оръжие имало и в Рилския манастир. Четата е разбита в началото на септември, задържана и разоръжена в Кюстендил, а Валтер – арестуван. В самата Македония няма въстаническо движение, а българските власти са променили позициите под руски натиск и вече не поддържат бунтовническите действия. Кевенхюлер казва, че е говорил с княз Александър за непредпазливостта му с приемането на делегацията на Лигата. Князът бил ядосан на Стоилов, че го е заблудил за силата на лигата. Самият Кевенхюлер на базата на сведенията на Пивничка смята делото на Лигата за нищожно.

### Закриване
Наред с неблагоприятните външнополитически условия Лигата се сблъсква и с противодействие от страна на правителството на Драган Цанков. След идването си на власт Либералната партия променя възгледите си за методите за действие по Македонския въпрос. Правителството смята, че действията на Лигата не са целесъобразни, тъй като могат да доведат до неблагоприятни за Княжеството конфликти с европейските сили и до засилване на преследванията на българското дело в Македония. Съответно лигата е закрита от правителството.